# 蒙托尔梅勒
蒙托尔梅勒（法語：Mont-Ormel，法語發音：[mɔ̃.t‿ɔʁmɛl] ⓘ）是法国奥恩省的一个市镇，属于阿让唐区。

## 地理
蒙托尔梅勒（48°50'23"N, 0°9'21"E）面积3.73 平方千米，位于法国诺曼底大区奧恩省，该省份为法国西北部内陆省份，北起顺时针与卡爾瓦多斯省、厄尔省、厄尔-卢瓦省、萨尔特省、马耶讷省和芒什省接壤。
与蒙托尔梅勒接壤的市镇（或旧市镇、城区）包括：尚波苏、库德阿尔、欧日地区古费恩。

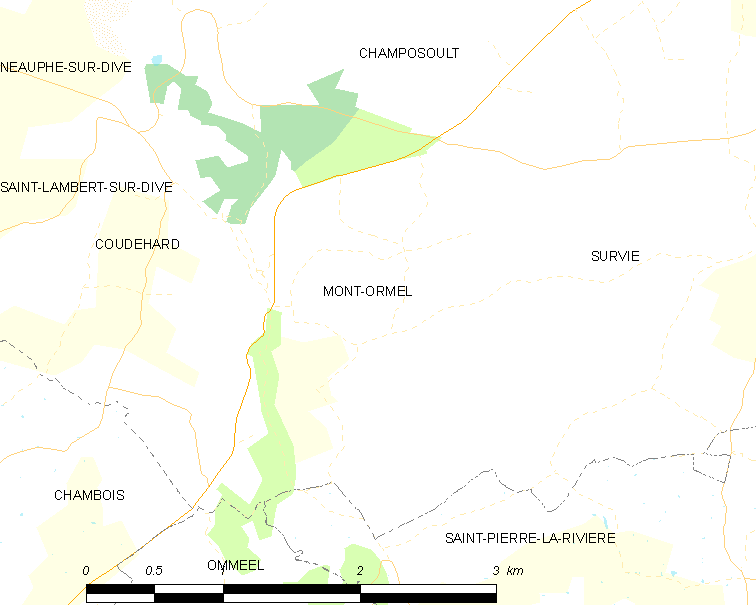
蒙托尔梅勒的OSM定位图

蒙托尔梅勒的时区为UTC+01:00、UTC+02:00（夏令时）。

## 行政
蒙托尔梅勒的邮政编码为61160，INSEE市镇编码为61289。

## 政治
蒙托尔梅勒所属的省级选区为阿让唐第二县。

## 人口

1962-2008年间蒙托尔梅勒人口变化图示

蒙托尔梅勒于2022年1月1日时的人口数量为49人。